# Eetionini
De Eetionini zijn een geslachtengroep van vlinders van de familie van de dikkopjes (Hesperiidae) van de onderfamilie van de Hesperiinae.

## Geslachten
- Eetion Nicéville, 1895